# Otoplastie

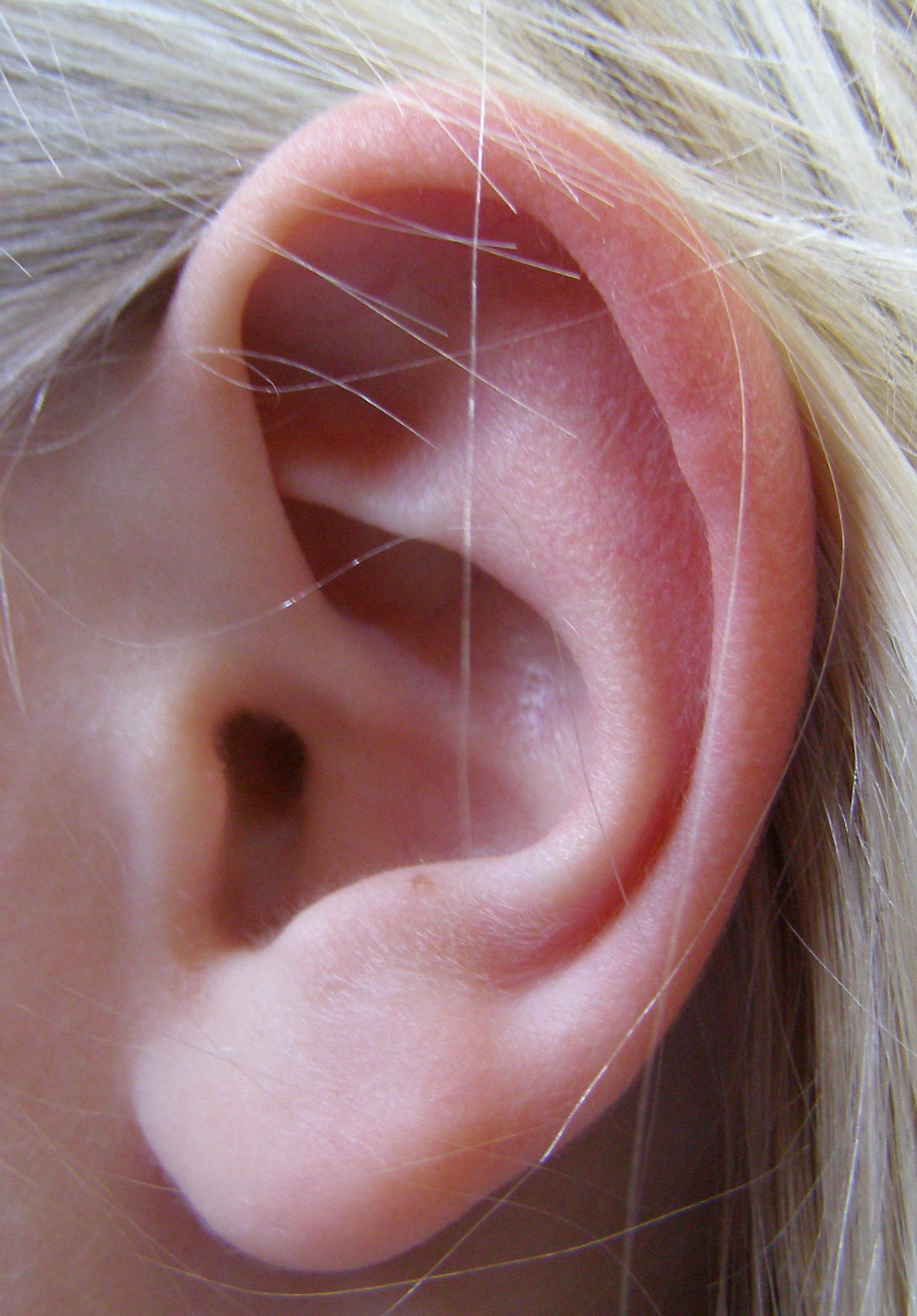
Oreille humaine en excellente santé.

L’otoplastie est la chirurgie de correction des déformations multiples et variées des oreilles. Celles-ci vont de l'absence totale du pavillon de l’oreille jusqu’à un pli de l’anthélix voire un bord de l’hélix insuffisamment formé.
L’otoplastie la plus fréquente est l’opération des oreilles décollées (oreilles en feuilles de chou, oreilles chou fleur). Lors de méthodes traditionnelles – les plus connues étant celles de Converse
, Stenström et Pitanguy – le chirurgien pratique une incision cutanée rétro-auriculaire pour mettre en évidence le cartilage, puis incise ou excise minutieusement le cartilage, et conclut généralement l'opération en retirant une bande de peau sur la partie arrière de l’oreille. Mustardé met également le cartilage en évidence en incisant derrière l’oreille. Il retire ensuite une bande de peau mais il ne travaille toutefois pas le cartilage,. Cette technique avait déjà été découverte auparavant par Morestin.
Il existe aujourd’hui de nouvelles techniques d’otoplastie sans incisions, qui consistent à positionner des fils permanents sous la peau afin de modeler les oreilles c'est-à-dire leur donner la position souhaitée. Les plus connues sont, entre autres, la méthode Fritsch et la méthode Merck.
L'otoplastie est pratiquée au plus tôt à l’âge de 5 ans, afin d'éviter aux enfants d'avoir à subir des moqueries, et est également très souvent souhaitée par les adultes.